# 오생근
오생근(吳生根, 1946년 7월 20일~)은 대한민국의 문학평론가 겸 서울대학교 불어불문학과 교수이다.

## 생애
서울에서 태어나 1983년 파리 제10대학교에서 「앙드레 브르통의 초현실주의 소설 3부작 연구」로 문학 박사 학위를 받았다. 1970년 동아일보 신춘문예에 평론이 당선돼 평단에 등단했다. 1984년 모교인 서울대 불어불문학과 부교수가 됐다. 1995~1999년 대학신문 주간을 지냈다.

## 저서
- 1978년 평론집 《삶을 위한 비평》
- 1994년《현실의 논리와 비평》, 문학과지성사
- 1996년《문예사조의 새로운 이해》, 문학과지성사
- 1998년《성과 사회》나남출판
- 2000년《그리움으로 짓는 문학의 집》, 문학과지성사
- 2003년《문학의 숲에서 느리게 걷기》, 문학과지성사
- 2007년《프랑스어 문학과 현대성의 인식》, 문학과지성사
- 2009년《정명환 깊이 읽기》, 문학과지성사

## 역서
- 1994년 《이곳에 살기 위하여》, 폴 엘뤼아르, 민음사
- 2003년 《감시와 처벌》, 미셸 푸코, 나남출판
- 2008년 《나자》, 앙드레 브르통, 민음사

## 수상
- 2000년 제8회 대산문학상(평론 부문)
- 2008년 제1회 우호학술상(외국문학 부문)
- 2012년 제23회 팔봉비평문학상